# Nürnberger Straße (Berlin)
Die Nürnberger Straße ist eine in der Berliner City West gelegene Wohn- und Geschäftsstraße. Sie ist eine direkte Seitenstraße der Tauentzienstraße und wird besonders geprägt durch den Femina-Palast, einen langgestreckten Bau im Stil der Neuen Sachlichkeit, der weit über ein halbes Jahrhundert ein Brennpunkt des Berliner Nachtlebens war.

## Anlage
Die Nürnberger Straße wurde 1862 im ersten Berliner Bebauungsplan, dem Hobrecht-Plan, als Straße Nr. 31 des Abschnitts IV ausgewiesen. Im Jahr 1874 wurde sie vom Aktien-Bauverein Tiergarten angelegt. Die zuvor dort gelegene Birkenwäldchenstraße ging mit ihrem nordöstlichen Abschnitt am 16. März 1888 im Süden der neuen Straße auf. Ursprünglich sollte sie Kaiserwahl-Straße heißen. Die Nürnberger Straße ist rund 850 Meter lang und liegt in den Ortsteilen Schöneberg, Charlottenburg und Wilmersdorf. Sie beginnt im Nordosten von der Budapester Straße und kreuzt die Kurfürsten-,  Tauentzien-, Augsburger, Eislebene und Lietzenburger Straße, endet am Nürnberger Platz, wo sich die Schaperstraße und die Geisbergstraße kreuzen. Die südwestliche Verlängerung der Nürnberger Straße ist die Spichernstraße.

## Geschichte bis 1945

### Anwohner und Anrainer
Wie in vielen der umliegenden Straßen des „Neuen Westens“ lebten auch in der Nürnberger Straße bis zum Zweiten Weltkrieg viele bekannte Persönlichkeiten. Um die Jahrhundertwende lebte der Schriftsteller Ernst von Wolzogen in der Nürnberger Straße 26, um 1902 lebte der belgische Architekt Henry van de Velde in der Nürnberger Straße 36, im Jahr 1914 für kurze Zeit Else Lasker-Schüler in einer Pension in der Nürnberger Straße 46, finanziert durch ein Stipendium von Ludwig Wittgenstein. Bis 1920 lebte in der Nürnberger Straße 3 der Philologe Hermann Diels. Der Schriftsteller Otto Flake logierte 1915, 1917 und 1921 in einer Pension in der Nürnberger Straße 65. Von 1929 bis 1933 lebte der moderne griechische Komponist Nikos Skalkottas in der Nürnberger Straße 19, sowie von 1930 bis 1933 der Schweizer Tenor Joseph Schmidt in der Nürnberger Straße 68. Um 1930 lebte in der Nummer 13 der Schriftsteller Ernst Heilborn.
Joseph Roth schilderte 1922 in einer Glosse einige Lokale in der Nürnberger Straße, die Anlaufpunkte für „orientalische“ Einwohner bzw. russische Flüchtlinge in Berlin waren. Er zeichnet dabei das Bild von in sich geschlossenen Gruppen, für die Berlin keine Heimat wurde und resümiert, „dass sie alle die Nürnberger Straße einte zu einer Gesellschaft Obdachloser, die ihre Heimat nie verlassen können, auch in Berlin nicht und nicht in der Nähe der Untergrundbahnstation Wittenbergplatz, weil sie die Heimat auf dem Rücken tragen, ewiglich, wie Schnecken ihre Häuser.“ In den 1920er Jahren befand sich unter der Hausnummer 6 die Nürnberger Diele, ein bekannter Treffpunkt für Homosexuelle, auch besucht von Künstlern wie Klaus Mann, Erika Mann, Berthold Viertel oder Karl Kraus.

### Tauentzienpalast

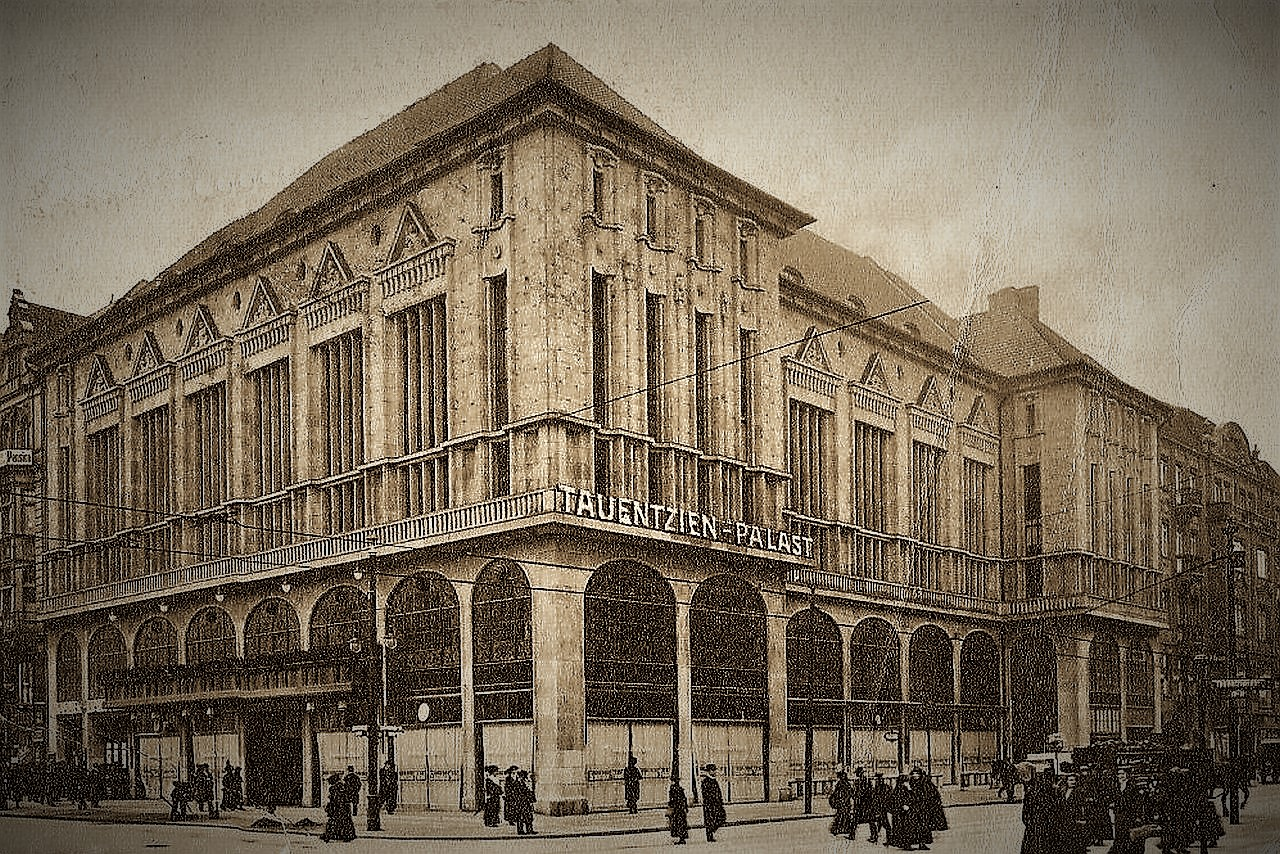
Tauentzienpalast um 1914

Der Tauentzienpalast war ein großes Kino mit Großraum-Café in dem an den Femina-Palast angrenzenden Haus Nürnberger Straße 57–59 im Ortsteil Schöneberg. Es befand sich dort von 1913 bis 1945 und zählte zu den Premierenkinos, unter anderem von der UFA geführt als U.T. Tauentzienstraße. Das Haus hatte nach dem Ufa-Palast am Zoo und dem Gloria-Palast die meisten Sitzplätze von den mehr als 300 Kinos in Groß-Berlin: 995 Plätze (1925) bzw. 1053 (1945). Heute noch bekannte Filme wie die Dokumentation Berlin – Die Sinfonie der Großstadt (1927) oder der Stummfilm Ich küsse Ihre Hand, Madame (1929) mit Marlene Dietrich und Richard Tauber wurden hier uraufgeführt. Auch der NS-Propaganda- und Historienfilm Kolberg, von Joseph Goebbels in Auftrag gegeben, hatte noch in den letzten Tagen des Zweiten Weltkriegs am 30. Januar 1945 Premiere.
Noch bis in die 1950er Jahre wurde das durch den Zweiten Weltkrieg beschädigte Gebäude bespielt. Die Ruine wurde abgetragen und an seiner Stelle 1995 das von Gottfried und Peter Böhm entworfene Kaufhaus Peek & Cloppenburg Berlin errichtet.

### Eden-Hotel

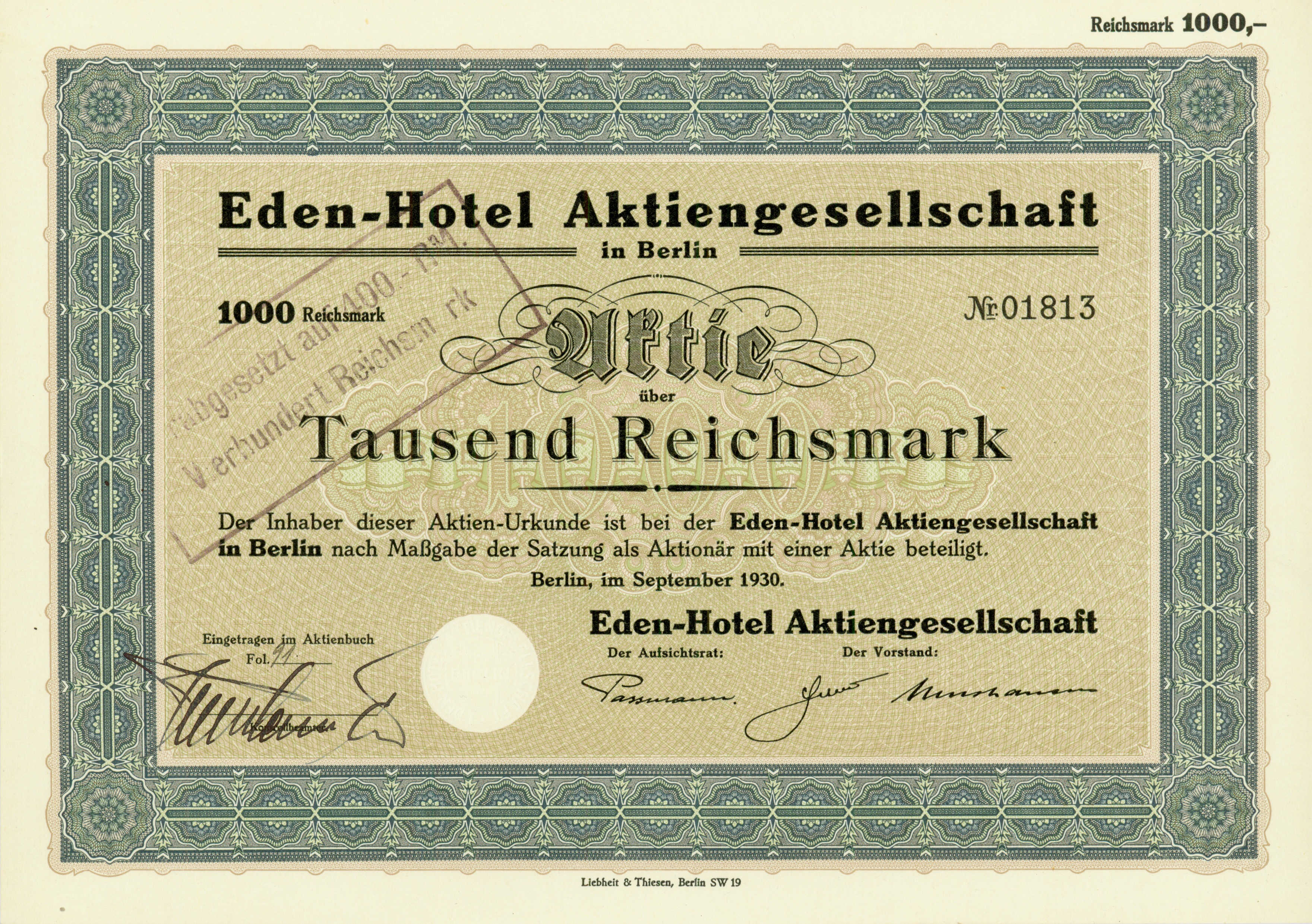
Aktie über 1000 RM der Eden-Hotel AG vom September 1930

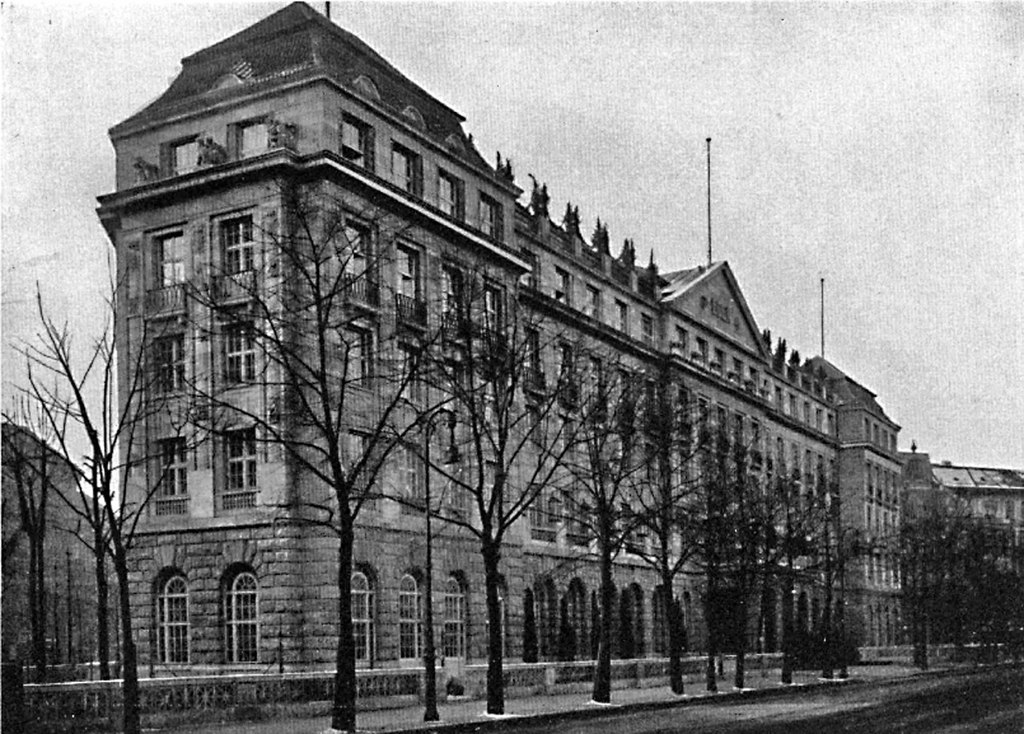
Eden-Hotel, Straßenfront gegenüber dem Aquarium, Februar 1914

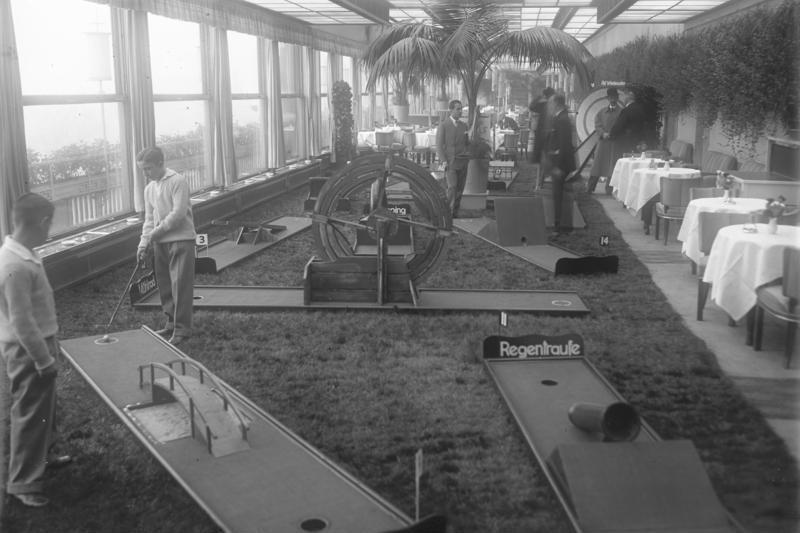
Minigolfplatz auf dem Dach des Eden-Hotels, 1930

Auf dem Straßendreieck Budapester Straße / Kurfürstenstraße / Nürnberger Straße gegenüber dem Zoo-Aquarium befand sich das Eden-Hotel an der historischen Adresse Kurfürstendamm 246/247. Nach Umbenennung des Kurfürstendamm-Abschnittes in Budapester Straße war die Adresse Budapester Straße 35. Die Hotelbau am Zoologischen Garten GmbH ließ das Hotel 1911/1912 nach Plänen Moritz Ernst Lessers (1882–1958) erbauen. Im Zweiten Weltkrieg wurde das Eden-Hotel teils zerstört. Von 1951 bis 1958 wurde der schwer beschädigte Bau schrittweise abgetragen. Heute befindet sich an dieser Stelle der Olof-Palme-Platz. Stammgast bei Berlin-Aufenthalten war der Schriftsteller Jakob Wassermann. Die Bar des Hotels galt als eine der elegantesten der Stadt, entsprechend hoch waren die Preise. Hier trafen sich erfolgreiche Schriftsteller, Schauspieler und Künstler wie Heinrich Mann, Albert Bassermann, Gustaf Gründgens oder Erich Maria Remarque, aber auch Wilhelm Herzog, Marlene Dietrich und Willy Fritsch. Der Maler Max Beckmann dokumentierte die Bar im Jahr 1923 in einem Holzschnitt namens Gruppenbildnis Edenbar; Christopher Isherwood schildert in seinen Berlin Stories ein Gespräch mit dem deutschen Flieger Fritz Wendel, das hier stattfand. Im Anschluss an prominente Uraufführungen in den benachbarten Filmtheatern Gloria-Palast sowie Ufa-Palast am Zoo richtete außerdem die UFA zahlreiche Premierenfeiern in der Bar aus, so zum Beispiel anlässlich der gemeinsam mit dem  Verein der Berliner Presse durchgeführten Erst- und Festvorstellung des Blockbusters Der Kongress tanzt am 23. Oktober 1931. Bereits 1926 war auch Billy Wilder regelmäßig beim Tanztee im Dachgarten des Hauses als Eintänzer tätig. Zu trauriger Berühmtheit gelangte das Hotel im Jahr 1919. Zu dieser Zeit war hier das Hauptquartier der Garde-Kavallerie-Schützen-Division. Am 15. Januar 1919 wurden dorthin die illegal verhafteten Karl Liebknecht und Rosa Luxemburg verschleppt, und um 22 Uhr des Tages fiel dort die Entscheidung, die beiden zu ermorden. Während Luxemburg bereits wenige Meter vom Hotel entfernt erschossen, und ihre Leiche in den nahen Landwehrkanal geworfen wurde, brachten die Mörder Liebknechts den Leichnam vom Ort der Ermordung im Tiergarten zurück zum Hotel und gaben ihn in der gegenüberliegenden Wache als „unbekannte Leiche“ ab.

### Femina-Palast
In den Jahren von 1928 bis 1931 entstand ein viergeschossiger Gebäudekomplex als Femina-Palast, der sich in der Nürnberger Straße über die Hausnummern 50–56 erstreckt. Nach seiner Eröffnung am 1. Oktober 1929 bot das Ballhaus 2000 Sitzplätze in mehreren Sälen und Bars. Entsprechend schwer war es, das Haus zu beleben: Die Betreiber wechselten; immer wieder gab es Umbauten, und im April 1933 schloss das Haus sogar seine Pforten und blieb mehrere Jahre geschlossen. Erst zur Jahreswende 1935/1936 eröffnete es wieder, diesmal im Zeichen des völkischen Zeitgeistes, Schoppenstube und Siechenbräu ersetzten Bars und Cabarets, für die Musik sorgten Kapellen der Wehrmacht, der SA und SS, des NSKK und der Flieger. Dieses Konzept trug jedoch nicht, erst als das Haus zum „Swingpalast“ umgestaltet wurde, stellte sich wieder Erfolg ein. Führende deutsche Swing- und Jazzorchester wie jene von Teddy Stauffer und Heinz Wehner gastierten hier, aber auch der Tangokönig Juan Llossas. Das Haus blieb den ganzen Krieg über (wenn auch eingeschränkt) als Vergnügungsstätte in Betrieb. Als Vergnügungsstätte diente nur das Erdgeschoss, die vier Obergeschosse wurden als Büros vermietet. 1938 bezog die Reichsmonopolverwaltung für Branntwein die Büroetagen.

## Zweiter Weltkrieg
Als unmittelbar an der Tauentzienstraße gelegene Straße erfuhr die Nürnberger Straße im Zweiten Weltkrieg starke Schäden durch alliierte Bombardierungen. Wie durch ein Wunder blieb der gesamte Femina-Palast sowie die Mehrzahl der ihm gegenüberliegenden Gründerzeitbauten erhalten, die südliche Hälfte der Straße jedoch wurde vollständig zerstört.

## Nachkriegszeit
Nach den Kriegszerstörungen am vormaligen Tauentzienpalast wurde dessen Name auf den um die Ecke liegenden Ballsaal im hinteren Teil des Bürohauses Nürnberger Straße 50–56 als Cinema im Tauentzienpalast (1950–1957) übertragen. Der Bürobau entlang der Nürnberger Straße wurde in der Nachkriegszeit für verschiedene Zwecke, wie zum Beispiel als Notverkauf fürs KaDeWe genutzt.
In den 1950er und 1960er Jahren befand sich im Keller des Femina-Palastes mit der Badewanne der bekannteste Jazzclub Berlins. In ihm traten Jazzgrößen wie Count Basie, Ella Fitzgerald oder Duke Ellington auf; außerdem war der Club der erste Auftrittsort des Kabaretts Die Stachelschweine. Von 1978 bis 1993 befand sich die Diskothek Dschungel in der Hausnummer 53 des Gebäudes, prominente Stammgäste waren der Sänger Nick Cave, die Entertainerin Romy Haag, der Maler Martin Kippenberger, der Sänger Blixa Bargeld, die Schauspieler Ben Becker und Benno Fürmann; der Kulturtheoretiker Diedrich Diederichsen sowie die Musiker Iggy Pop und David Bowie. Gelegentliche Gäste waren Frank Zappa, Mick Jagger, Prince, Grace Jones, Depeche Mode, Boy George und Barbra Streisand.
Das Haus Nürnberger Straße 50–56 war stets auch ein Verwaltungsbau. So war es von 1948 bis 1951 Sitz der Unabhängigen Gewerkschaftsopposition (UGO), einer West-Berliner Vorläuferorganisation des DGB. Ab 1951 saß hier auch die Senatsverwaltung für Finanzen, 1996 zog sie zeitgleich mit letzten sonstigen Mietern aus dem Gebäude aus. In den folgenden Jahren verfiel der Gebäudekomplex und mit ihm verwahrloste zugleich die gesamte Straße. Durch den Umbau zum 2007 eröffneten Ellington Hotel wurden Gebäude und Straße wiederbelebt. Dessen Kongressräume befanden sich auf der Grundfläche des Ballhauses. Das Hotel wurde im August 2021 geschlossen.
Heute ist die Nürnberger Straße, südlich der Tauentzienstraße, eine besonders lebendige Seitenstraße der Tauentzienstraße als Geschäfts- und Wohnstraße. Der Teil der Nürnberger Straße nördlich der Tauentzienstraße ist vor allem geprägt von der rückwärtigen Seite des Europa-Centers und dem Crowne Plaza-Hotel, einem Vier-Sterne-Haus. Für die Teile der Straße hin zur Spichernstraße (insbesondere aber hin zum Zoo) folgten, nach der Vitalisierung des Abschnitts am Ellington Hotel, Maßnahmen, die diesen Charakter ausdehnen sollten. Ein Immobilien-Investor erhielt 2017 Publicity für sein Neubau-Projekt, indem er das zum Abriss vorgesehene ehemalige Bürogebäude Nr. 68 durch Streetart-Künstler gestalten ließ. Die Ausstellung sorgte wochenlang für Besucher-Schlangen in der Nürnberger Straße.
Sieben Stolpersteine in Schöneberg, Charlottenburg und Wilmersdorf erinnern heute an Opfer des Holocaust, die in der Nürnberger Straße lebten.